# Unlocker
Unlocker è un software di utilità sviluppato da Cedrick Collomb, che permette di sbloccare un file (anche di sistema) dai processi che lo tengono occupato qualora quest'ultimi ne impediscano la rinominazione, la copia, lo spostamento o l'eliminazione. Il suo utilizzo richiede una certa conoscenza, in quanto può eliminare i file essenziali per il sistema operativo.
L'ultima versione (v1.9.2) porta alcune correzioni di bug e un programma di installazione universale per le versioni a 32 bit e 64 bit di Windows. Questo software non è più gestito dal suo sviluppatore dal 2013.